# Macopa
Macopa é um bairro da cidade de Telêmaco Borba, no Estado do Paraná.
No bairro está localizado a Vara do Trabalho, a Secretaria Municipal de Obras e Serviços Públicos e o Centro Municipal de Educação Infantil Clarice Lispector. No Bairro também se localiza a Igreja Assembleia de Deus Macopa situada na rua Espírito Santo, 388.   